# Росляк Роксолана Михайлівна
Роксола́на Миха́йлівна Росляк (нар. 11 лютого 1939 / 10 лютого 1940, Чортків) — українська співачка (сопрано) та педагог.

## Життєпис
Народилася 11 лютого 1939 року (за іншими даними, 10 лютого 1940) у м. Чортків (нині Тернопільська область, Україна) в родині Михайла Росляка (1897—1966) та його дружини Олени (д. Дмитра, з дому Пігут). Завдяки організаційним здібностям батька в 1938 році українці в Чорткові збудували нове приміщення для місцевої гімназії товариства «Рідна Школа».
Під час другої світової з батьками виїхала на Захід. У березні 1948 року Олена і Михайло Росляки та їх донька Олена прибули до Канади, оселились в Едмонтоні.
Виступала на Шекспірівському фестивалі у Стретфорді. Двічі була стипендіаткою на літніх курсах Мистецької школи в Бенфі, професор Ернесто Бенфі спрямував її погляд до мистецького шляху.
Закінчила 1964 року з відзнакою вокальний відділ Торонтського університету.
Рада Канади погодилася фінансувати її дорожні витрати на виступах в Європі. У січні 1966 року отримала запрошення виступати в опері Ковент Ґарден у Лондоні на 6 місяців.
Професійний дебют відбувся 1967 в Канадській оперній компанії; співала в оперних театрах Лондона, Нью-Йорка, містах Канади; викладає в Королівській консерваторії Торонто.

## Витоки
- Перші плугатарі на українській ниві. Голос з-зад Бугу
- Інститут історії України
- Наше життя — лютий 1966